# Horst Geisel
Horst Geisel (* 25. Juli 1933 in Schwalmtal-Hopfgarten; † 8. Mai 1985 in Alzey) war ein deutscher Journalist und Politiker (CDU).

## Leben
Geisel besuchte die Volksschule und das Realgymnasium. Danach machte er eine Ausbildung als Journalist und Redakteur. Ab war er 1956 ehrenamtlicher und 1957–1968 hauptamtlicher Landesbeauftragter des Volksbunds für Frieden und Freiheit e. V. Rheinland-Pfalz, 1968–1970 Redakteur der Rheinhessischen Landeszeitung in Oppenheim und ab 1971 Journalist für Presse, Rundfunk, Nachrichtenagentur und Sportfachpresse.

## Politik
1957 trat Geisel der CDU bei. In der Partei war er ab 1965 Vorsitzender des CDU-Kreisverbands Alzey bzw. 1969 Alzey-Worms und 1969–1971 Mitglied des CDU-Bezirksvorstands Rheinhessen-Pfalz. 1960–1965 war er stellvertretender Bezirksvorsitzender der Jungen Union Rheinhessen und 1960–1962 stellvertretender Vorsitzender und 1962–1965 Vorsitzender des Junge-Union-Kreisverbands Alzey.
Von 1964 bis 1969 war er Mitglied des Kreisausschusses und 1969 Erster Kreisdeputierter Alzey-Worms. 1972 wurde er Bürgermeister der Verbandsgemeinde Wörrstadt.
1963 wurde er in den fünften Landtag Rheinland-Pfalz gewählt, dem er drei Wahlperioden lang bis 1975 angehörte. Im Landtag war er in der fünften Wahlperiode Schriftführender Abgeordneter und Mitglied im Petitionsausschuss. In der sechsten Wahlperiode gehörte er Petitionsausschuss und Rechtsausschuss und in der siebten Wahlperiode dem Innenausschuss und Rechtsausschuss an. 1964 war er Mitglied der 4. Bundesversammlung.
Daneben war er Mitglied im Vorstand der Volkshochschule Kreis Alzey-Worms, des Radsportverbands Mittelrhein und des Hockey-Landesverbands Rheinland-Pfalz-Saar und Mitglied der Landessportkonferenz Rheinland-Pfalz.